# ОПС (футбольный клуб)
«Оулун Паллосеура» или ОПС — финский мульти-спортивный клуб, базируется в Оулу. В клубе есть секции по футболу, хоккею с мячом и боулингу. Клуб был основан в 1927 году.

## Футбол
Футбольная команда дважды (1979, 1980) выиграла чемпионат Финляндии по футболу и, как следствие, дважды играла в еврокубках. В обоих случаях клуб встретился с английским «Ливерпулем». В 1980/81 сезоне он вырвал ничью 1:1 в Финляндии, но проиграл с разгромным счётом 0:10 на «Энфилде». В сезоне 1981/82 он проиграл с минимальным счётом в Финляндии, и был разбит со счётом 0:7 на «Энфилде».
В настоящее время футбольная команда играет в Юккёнене.

## Хоккей с мячом
Команда по хоккею с мячом играет в высшей лиге Финляндии, Бандилиге. Клуб является семикратным чемпионом страны. Его «золотой век» пришёлся на 1950—60-е годы.